# Whitestown
Whitestown és una població dels Estats Units a l'estat d'Indiana. Segons el cens del 2000 tenia 471 habitants.

## Demografia
Segons el cens del 2000, Whitestown tenia 471 habitants, 175 habitatges, i 131 famílies. La densitat de població era de 699,4 habitants/km².
Dels 175 habitatges en un 40,6% hi vivien nens de menys de 18 anys, en un 61,7% hi vivien parelles casades, en un 8% dones solteres, i en un 24,6% no eren unitats familiars. En el 20,6% dels habitatges hi vivien persones soles el 4% de les quals corresponia a persones de 65 anys o més que vivien soles. El nombre mitjà de persones vivint en cada habitatge era de 2,69 i el nombre mitjà de persones que vivien en cada família era de 3,1.
Per edats la població es repartia de la següent manera: un 29,5% tenia menys de 18 anys, un 5,1% entre 18 i 24, un 37,4% entre 25 i 44, un 21% de 45 a 60 i un 7% 65 anys o més.
L'edat mediana era de 35 anys. Per cada 100 dones de 18 o més anys hi havia 100 homes.
La renda mediana per habitatge era de 46.528 $ i la renda mediana per família de 47.917 $. Els homes tenien una renda mediana de 32.031 $ mentre que les dones 25.893 $. La renda per capita de la població era de 21.674 $. Entorn del 8,1% de les famílies i el 7,3% de la població estaven per davall del llindar de pobresa.

## Poblacions més properes
El següent diagrama mostra les poblacions més properes.